# Шереметев, Дмитрий Сергеевич
Граф Дмитрий Сергеевич Шереметев (28 мая 1869, Царское Село — 25 ноября 1943, Рим) — полковник Кавалергардского полка, старший сын Сергея Дмитриевича и Екатерины Павловны Шереметевых. Флигель-адъютант. Состоял в ближайшем окружении императора Николая II

## Биография

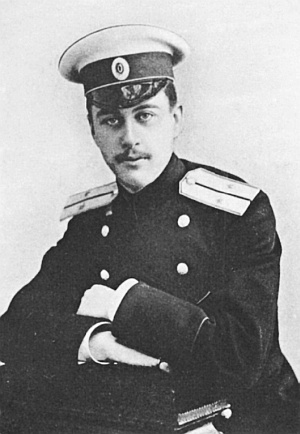
Граф Шереметев Дмитрий Сергеевич, подпоручик.

Дмитрий Сергеевич был старшим сыном Сергея Дмитриевича Шереметева и Екатерины Павловны — дочери Павла Петровича Вяземского, внучки Петра Андреевича Вяземского, наследницы усадьбы Остафьево.
После окончания Поливановской гимназии в Москве поступил корнетом в Кавалергардский полк, где дослужился до чина полковника.

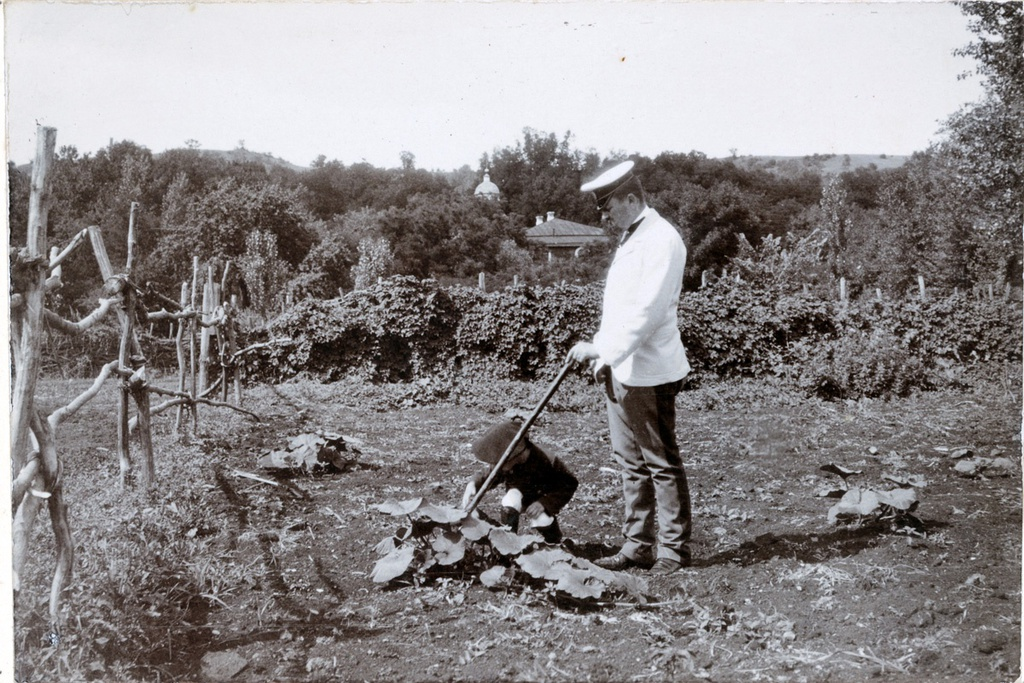
Дмитрий Сергеевич и Сергей Шереметевы смотрят кабачки (с. Гавронцы, Полтавская губ). 1904 г.

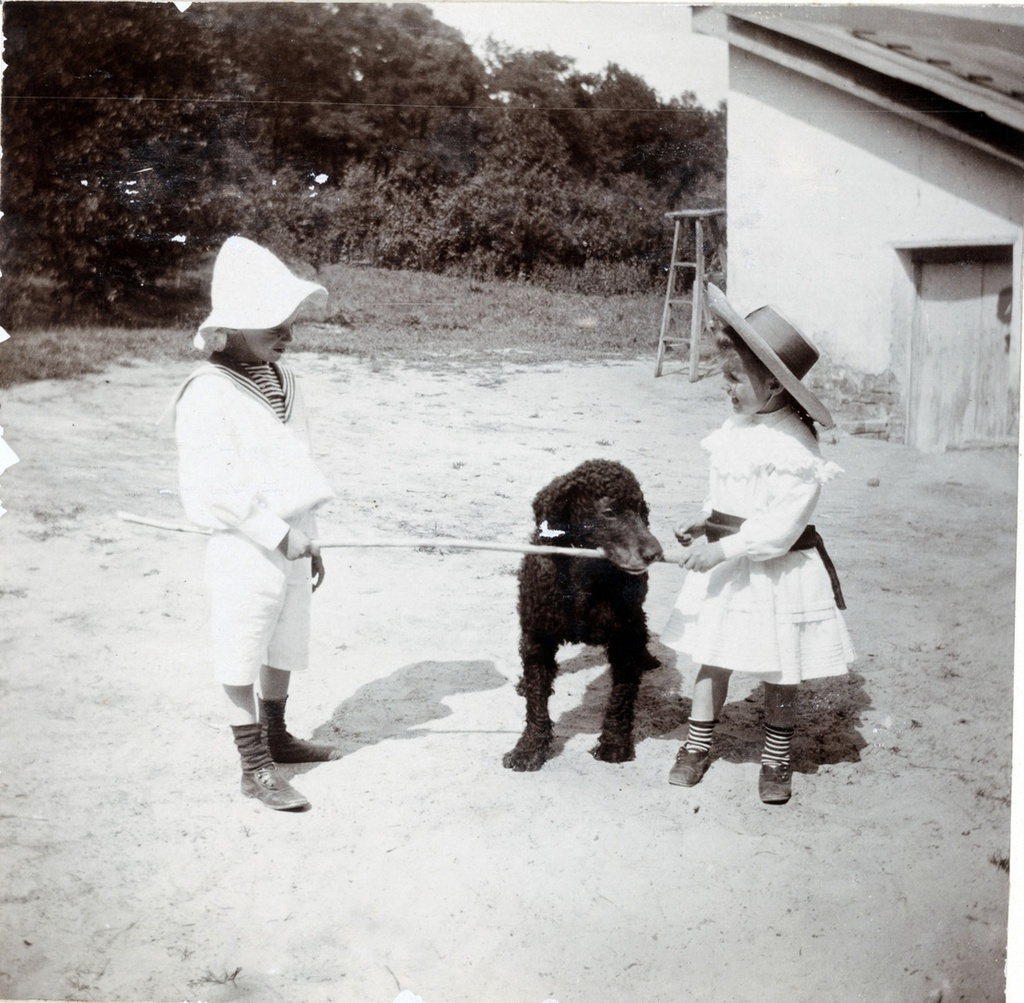
Сергей и Прасковья Шереметевы с собакой. (с. Гавронцы, Полтавская губ). 1904 г.

С 1896 года — флигель-адъютант. Во время Первой мировой войны вместе с Николаем II посещал район боевых действий. А. И. Спиридович писал: «18 ноября Государь выехал в Ставку. Сопровождали всё те же лица, только вместо Фредерикса ехал граф Бенкендорф и дежурным флигель-адъютантом взяли графа Д. С. Шереметева. Граф был один из немногих друзей детства Государя». После отречения императора оставил его.
21 марта 1917 года лишён звания флигель-адъютанта в связи с упразднением всех военно-придворных званий.
7 июня 1917 года Кавалергардского полка полковник граф Дмитрий Шереметев был уволен, за болезнью, от службы.
В период Гражданской войны в ходе крымской эвакуации был выборным президентом Русского комитета, который представлял интересы русских беженцев перед властями. Возглавлял ассоциацию кавалергардов в Париже. Был первым председателем Союза русских дворян в 1926—1929 годах.
В эмиграции написал охотничьи воспоминания «Охота на Зваде». В 1936 году в Брюсселе вышла книга «Из воспоминаний о Государе Императоре Николае II». Отрывок из его воспоминаний был включён в книгу «Чудеса царственных мучеников».
Скончался в Риме, захоронен на некатолическом кладбище для иностранцев в Тестаччо.

## Военные чины
- В службу вступил (29.09.1890)[4]
- Корнет (05.08.1891)
- Поручик (05.08.1895)
- Флигель-адъютант (1896)
- Штабс-ротмистр (06.05.1900)
- Ротмистр (05.08.1903)
- Полковник (06.12.1906)

## Награды
- Орден Святого Станислава 3-й ст. (1898);
- Орден Святой Анны 3-й ст. (1901);
- Орден Святого Станислава 2-й ст. (1904);
- Орден Святой Анны 2-й ст. (1906);
- Орден Святого Владимира 4-й ст. (1909);
- Орден Святого Владимира 3-й ст. (1912).

## Семья
С 1892 года женат на графине Ирине Илларионовне Воронцовой-Дашковой (1872—1959), дочери наместника Кавказа графа Иллариона Ивановича Воронцова-Дашкова и Елизаветы Андреевны, урождённой графини Шуваловой.
Через браки своих детей (Прасковьи и Николая) породнился с династией Романовых:
- Елизавета (1893—1974) — в первом браке с 1912 года — супруга Бориса Леонидовича Вяземского (1883—1917); во втором браке с 1921 года — супруга графа Сергея Александровича Чернышёва-Безобразова (1894—1972);
- Екатерина (1894—1896);
- Ирина (1896—1965) — супруга с 1918 года графа Георгия Дмитриевича Менгден (Менгден фон Альтенвога) (1897—1983);
- Сергей (1898—1972);
- Прасковья (1901—1980) — с 1921 года супруга князя императорской крови Романа Петровича (1896—1978);
- Мария (1902—1919);
- Николай (1904—1979) — с 1938 года супруг княжны Ирины Феликсовны Юсуповой (1915—1983), единственной дочери князя Феликса Юсупова и княжны Ирины Александровны Романовой;
- Василий (1906—1986) — супруг Дарьи Борисовны Татищевой (1905—1983).

## В воспоминаниях современников
- протопресвитер о. Георгий Шавельский: «Из флигель-адъютантов самым близким, как я уже говорил, лицом к Государю был гр. Д. С. Шереметьев, сверстник Государя по детским играм, и однокашник по службе в лейб-гвардии Преображенском полку. Родовитость и колоссальное богатство, которым владел граф, в связи с такой близостью к царю, казалось бы, давали ему полную возможность чувствовать себя независимым и откровенно высказывать ему правду. К сожалению, этого не было. Гр. Шереметьев не шел дальше формального исполнения обязанностей дежурного флигель-адъютанта. На всё же прочее он как бы махнул рукой, причем при всяком удобном случае стремился выбраться из Ставки в Петроград или в своё имение в Финляндии, где у него была чудная рыбная ловля.»[5]